# 大津俊哉
大津 俊哉（おおつ としや、1965年〈昭和40年〉1月22日 - ）は、日本の財務官僚。国立印刷局理事長（第7代）。
理財局次長（理財担当）等を歴任した。

## 来歴
新潟県出身。新潟県立新潟高等学校を経て、東京大学経済学部卒業。1989年 大蔵省に入省し、理財局国債課に配属される。1995年7月10日 古河税務署長。2003年 財務省理財局財政投融資総括課長補佐兼理財局計画官補佐（内閣・財務係）。理財局総務課長補佐兼財務総合政策研究所研究部国際交流室国際交流官などを経て、2007年7月13日 大臣官房企画官兼主税局参事官付。2009年7月14日 金融庁総務企画局企業開示課企画官兼総務企画局市場課市場業務管理官。2010年7月30日 金融庁証券取引等監視委員会事務局市場分析審査課長。2012年7月24日 理財局国庫課長。2013年6月28日 理財局計画官（内閣・財務、厚生労働・文部科学、経済産業、国土交通担当）。2014年7月9日 理財局財政投融資総括課長。2015年7月9日 大臣官房政策金融課長。2016年6月22日 東京国税局総務部長。2017年7月7日 大臣官房付兼内閣官房内閣参事官（内閣官房副長官補付）兼内閣官房まち・ひと・しごと創生本部参事官兼内閣府地方創生推進事務局参事官（地域再生担当）。2019年7月9日 九州財務局長。2021年7月8日 理財局次長（理財担当）。2022年6月24日 財務省大臣官房付。8月1日 国立印刷局理事長。